# ZNF260
ZNF260 (англ. Zinc finger protein 260) – білок, який кодується однойменним геном, розташованим у людей на довгому плечі 19-ї хромосоми. Довжина поліпептидного ланцюга білка становить 412 амінокислот, а молекулярна маса — 47 222.
| 10         |  | 20         |  | 30         |  | 40         |  | 50         |
| ---------- |  | ---------- |  | ---------- |  | ---------- |  | ---------- |
| MIGMLESLQH |  | ESDLLQHDQI |  | HTGEKPYECN |  | ECRKTFSLKQ |  | NLVEHKKMHT |
| GEKSHECTEC |  | GKVCSRVSSL |  | TLHLRSHTGK |  | KAYKCNKCGK |  | AFSQKENFLS |
| HQKHHTGEKP |  | YECEKVSIQM |  | PTIIRHQKNH |  | TGTKPYACKE |  | CGKAFNGKAY |
| LTEHEKIHTG |  | EKPFECNQCG |  | RAFSQKQYLI |  | KHQNIHTGKK |  | PFKCSECGKA |
| FSQKENLIIH |  | QRIHTGEKPY |  | ECKGCGKAFI |  | QKSSLIRHQR |  | SHTGEKPYTC |
| KECGKAFSGK |  | SNLTEHEKIH |  | IGEKPYKCNE |  | CGTIFRQKQY |  | LIKHHNIHTG |
| EKPYECNKCG |  | KAFSRITSLI |  | VHVRIHTGDK |  | PYECKVCGKA |  | FCQSSSLTVH |
| MRSHTGEKPY |  | GCNECGKAFS |  | QFSTLALHMR |  | IHTGEKPYQC |  | SECGKAFSQK |
| SHHIRHQRIH |  | TH         |  |            |  |            |  |            |

A: Аланін

C: Цистеїн

D: Аспарагінова кислота

E: Глутамінова кислота

F: Фенілаланін

G: Гліцин

H: Гістидин

I: Ізолейцин

K: Лізин

L: Лейцин

M: Метіонін

N: Аспарагін

P: Пролін

Q: Глутамін

R: Аргінін

S: Серин

T: Треонін

V: Валін

Кодований геном білок за функціями належить до активаторів, білків розвитку. 
Задіяний у таких біологічних процесах, як транскрипція, регуляція транскрипції. 
Білок має сайт для зв'язування з іонами металів, іоном цинку, ДНК. 
Локалізований у ядрі.